# Patrick Bakker

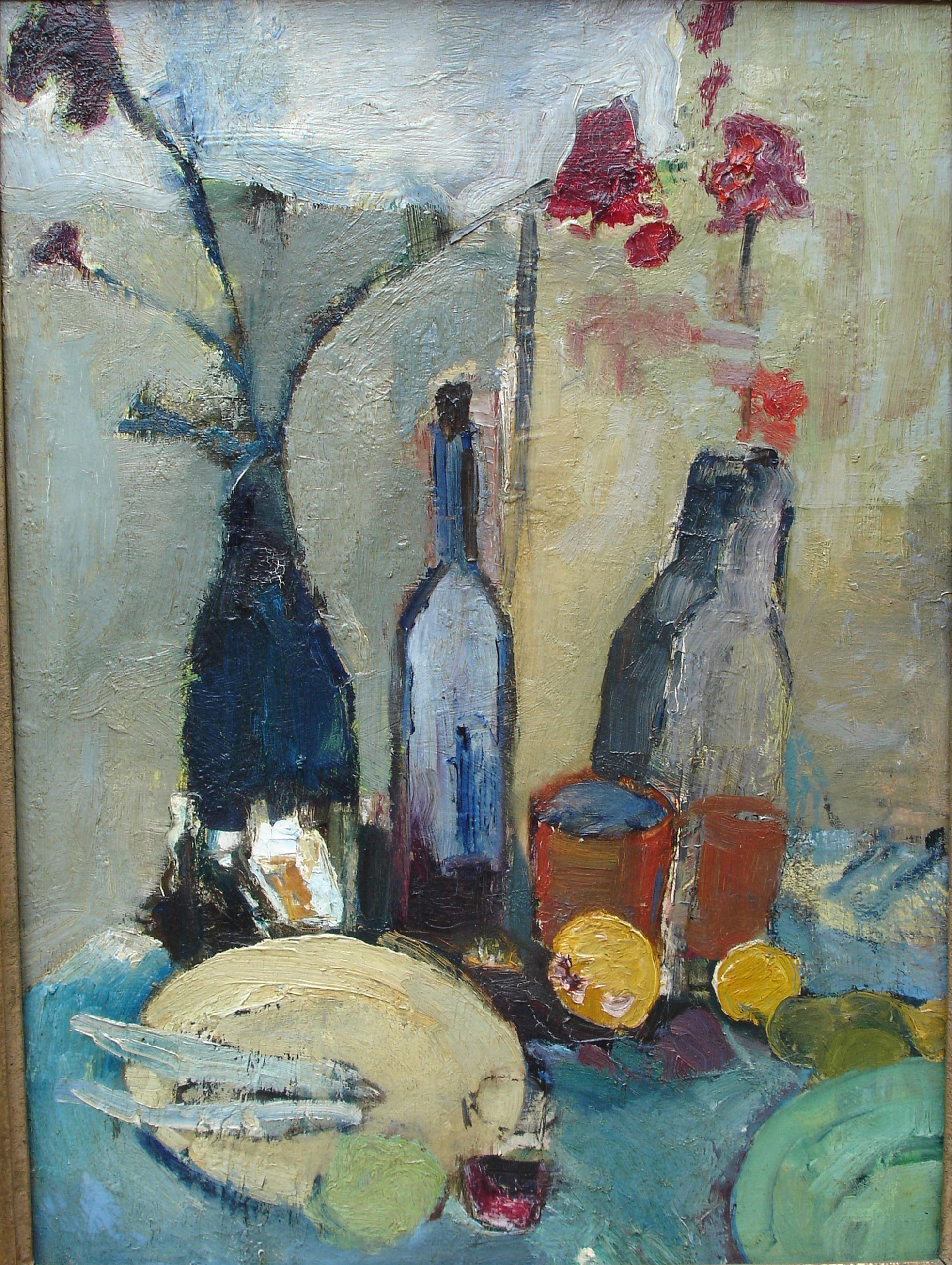
De scheve fles, 1932: olieverf op doek, 48 x 66 cm, privé verzameling

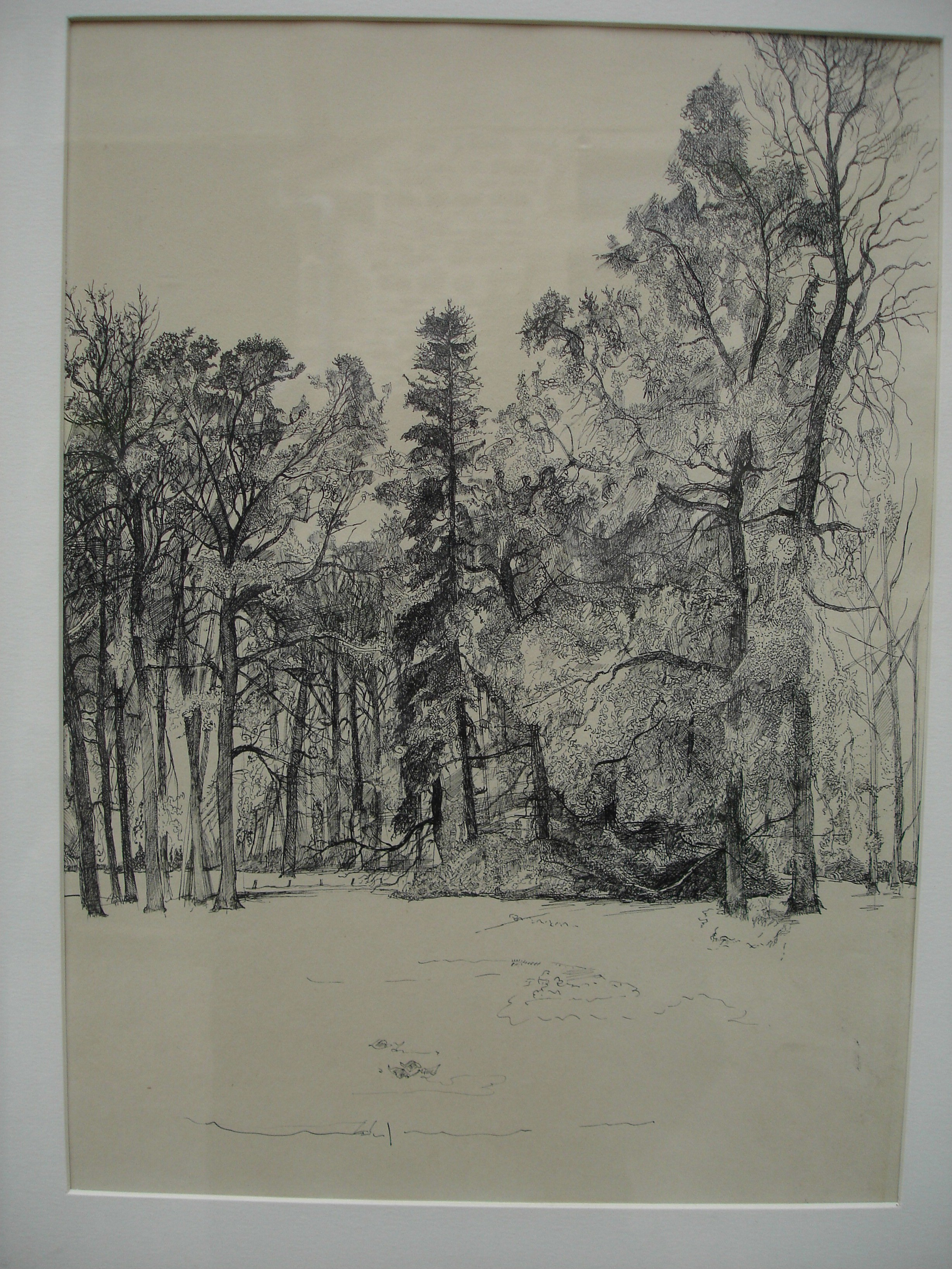
Bomen in Nieuw-Amelisweerd, 1931: O.I. inkt op papier, 26 x 35 cm, privé verzameling

Albert Patrick Sicco (Patrick) Bakker (Apeldoorn, 12 november 1910, Amsterdam, 28 december 1932) was een Nederlands tekenaar en kunstschilder in de eerste helft van de 20e eeuw.

## Biografie
Patrick Bakker groeide op in een internationaal georiënteerd gezin met contacten in de kunstwereld. Als tiener reisde hij veel, zowel in Nederland als in het buitenland (Frankrijk, Engeland, Duitsland, en later Venetië en Wenen), waar zijn belangstelling voor architectuur zich sterk ontwikkelde.
In 1928 stopte hij vóór zijn eindexamen op het Gymnasium en vertrok naar Amsterdam, waar hij eerst bij Geert Grauss werkte en het jaar daarop – na een langdurige ziekte – bij Martin Monnickendam. Ondanks een wat broze gezondheid, vestigde Bakker zich in 1931 in Parijs, waar hij eerst studeerde op de Académie Julian en de Académie Colarossi en later, vanaf de lente van 1932, in de studio van Lucien Simon in de École des Beaux Arts. In de Franse hoofdstad leerde hij Franse en buitenlandse kunstenaars kennen die in Parijs woonden en werkten, waaronder André Lhote, Fernand Léger, Conrad Kickert en Piet Mondriaan. Gedurende enige tijd bracht hij zijn zondagen door bij Jacques-Émile Blanche, die ook een portret van hem schilderde. Verder was hij bevriend met de jonge David Ogilvy en bracht hij veel tijd door met Russische kennissen die de revolutie in eigen land waren ontvlucht. In de zomer van 1932 bracht Patrick Bakker zijn laatste weken door te midden van de Troubetzkoys, die onderdak hadden gekregen in koetshuizen en bijgebouwen van Château de l’Étoile in de Touraine. Hier vervaardigde hij een serie pentekeningen in Oost-Indische inkt. In de herfst van dat jaar verslechterde de gezondheid van Patrick Bakker zich weer. Hij ging terug naar Hilversum om te midden van zijn familie wat uit te zieken. Toen het hem kort daarna weer beter ging had hij net nog de gelegenheid om zijn eerste eigen tentoonstelling in Amsterdam te organiseren, waarna hij zich voor een onderzoek in een ziekenhuis liet opnemen, waar hij een maand later, vlak na zijn 22e verjaardag, onverwachts stierf.
Hij heeft tevens een aantal gedichten in het Frans, Engels, Nederlands en Duits geschreven, waarin een zekere neerslachtigheid die aan b.v. Apollinaire doet denken samengaat met Engelse excentriciteit en nonsens.

## Oeuvre
Het oeuvre van Patrick Bakker bestaat uit schilderijen en tekeningen die gekenmerkt worden door een virtuoze en gevarieerde techniek.

### Schilderwerk
Bij zijn werk in olieverf en pastel valt vooral zijn gevoel voor kleur op. In dezelfde periode dat Nederlandse kunstenaars als Dick Ket, Raoul Hynckes of Pyke Koch ernaar streefden om ruwe-, mysterieuze- of droombeelden weer te geven in een haast bevroren uitvoering, hield Patrick Bakker vast aan de idealen van de grote kunst met een haast expressionistische techniek. Zijn onderwerpen zijn traditioneel - naakten, portretten, stillevens en landschappen – maar hij beeldde ze uit met veel kleurenexperimenten. Dat is misschien zijn meest persoonlijke bijdrage tot de schilderkunst, in zoverre dat, waar de Duitse expressionisten of schilders van de Nederlandse schildergroep De Ploeg (met uitzondering waarschijnlijk van George Martens) de voorkeur gaven aan het gebruik van primaire kleuren, Patrick Bakker, zonder enige neiging tot impressionisme, werkte met soms opzettelijk morsige bitter-zoete dissonante kleurschakeringen, waarmee hij zich met beheerste heftigheid uitdrukte.

### Tekeningen
De meeste pentekeningen van Patrick Bakker, vooral die uit de laatste maanden van zijn leven tonen verfijning. Zijn Parijse uitzichten, zijn boomgroepen en heuvellandschappen – ze zijn minutieus uitgevoerd met een trefzekere pen, waarbij diepte wordt gecreëerd door blanco ruimten af te wisselen met nauwkeurige details.

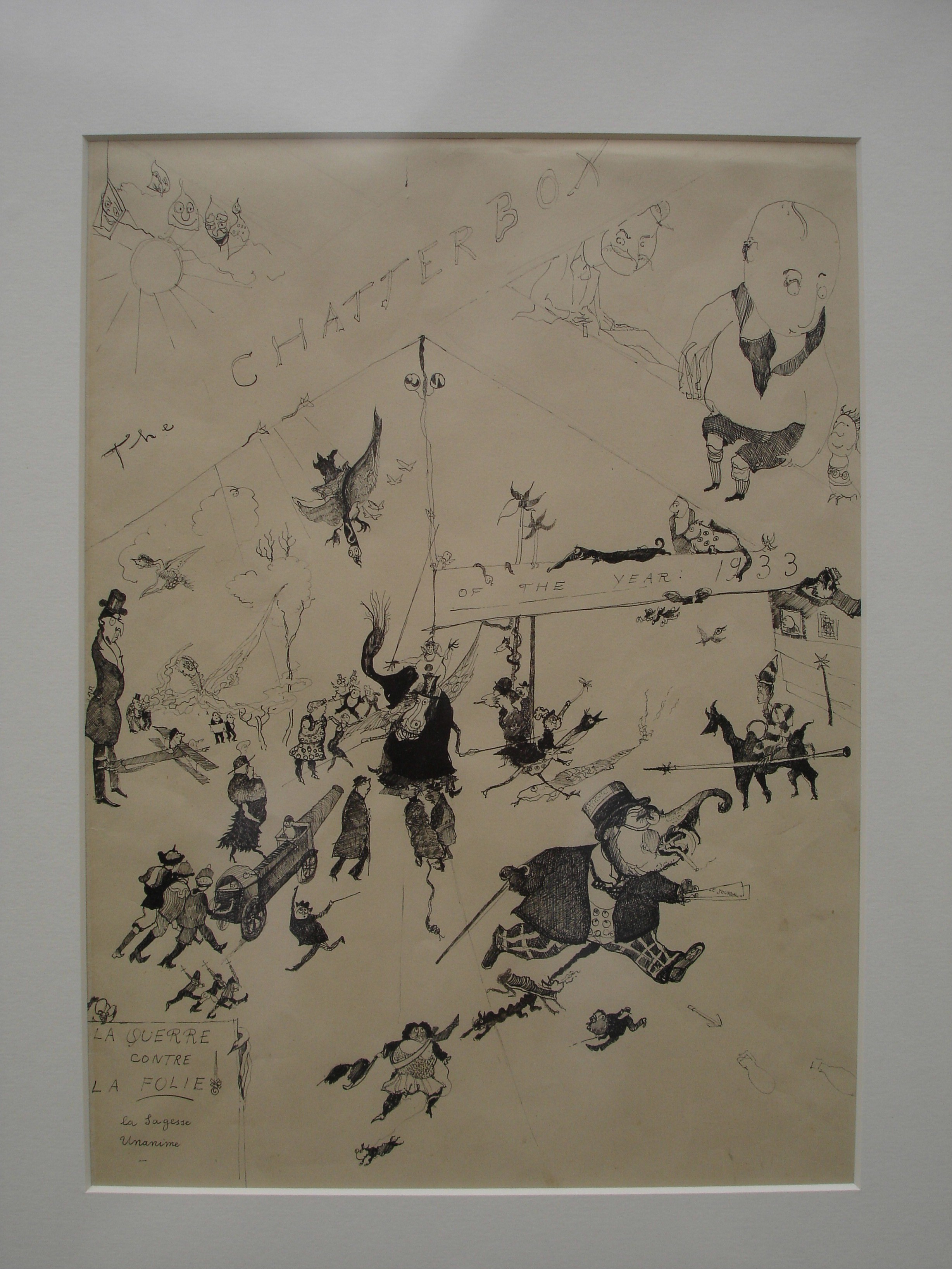
The Chatterbox of the year 1933, omslagontwerp, 1931: O.I. inkt op papier, 27 x 37 cm, privé verzameling

Sinds zijn kinderjaren heeft Patrick Bakker, naast ander werk, een grote hoeveelheid aan karikaturen, krabbeltjes en illustraties gemaakt. Zelfs zijn gedichten en teksten, ofschoon duidelijk voor privégebruik bedoeld, zijn steeds zorgvuldig ingebonden met fantasierijke tekeningetjes vol figuurtjes en silhouetten, die na een eerste gevoel van spot vooral een rusteloze verbeelding laten zien.

## Tentoonstellingen
Tijdens zijn leven is er slechts één tentoonstelling van het werk van Patrick Bakker gehouden, in 1932 in het Atelier voor Binnenhuiskunst van Henri Cohen te Amsterdam. Na zijn overlijden werd zijn nagelaten werk verschillende keren tentoongesteld, te weten de Galerie van Goudstikker (1934), het Museum Boijmans Van Beuningen (1936), in de Kunstzaal voor de Kunst in Utrecht 1938 en na de Tweede Wereldoorlog in het Van Abbemuseum te Eindhoven (1958/59) en het Stedelijk Museum te Amsterdam in de 60'er jaren van de vorige eeuw.
Sedert de tentoonstelling in 1936 heeft Boymans van Beuningen een portret van de hand van Patrick Bakker in bezit. Alle andere schilderijen en tekeningen bevinden zich bij particulieren, voornamelijk erfgenamen en vrienden van de familie. Overigens waren in de verschillende musea uitsluitend schilderijen en tekeningen te zien. Zijn gedichten, krabbels en cartoons zijn tot nu toe voor het grote publiek onbekend gebleven.
Ten tijde van zijn vroegtijdige dood beschreef Bénézit hem in zijn beroemde Dictionnaire (zie onder Bibliografie) als een ‘wonderkind’. Ondanks zijn korte arbeidzame leven heeft hij een oeuvre nagelaten dat gekenmerkt wordt door vrijheid in het kleurgebruik en verfijning. De kunstcriticus A.M. Hammacher sprak in lovende bewoordingen over hem.